# Vallenar
Vallenar è un comune del Cile, capoluogo della provincia di Huasco nella Regione di Atacama. Al censimento del 2002 possedeva una popolazione di 48.129 abitanti.

## Società

### Evoluzione demografica
| Censimento del 1992 | Censimento del 2002 |
| 47.248 ab.          | 48.129 ab.          |